# 〜2分59秒の人〜 月極現太
〜2分59秒の人〜 月極現太（にふんごじゅうきゅうびょうのひと つきぎめげんた）は、フリーで活動する日本のお笑い芸人。かつてはタイタンに預かり契約していた。

## 来歴
タイタンの学校2期出身。
2020年3月よりタイタンと預かり契約を交わしたが、翌年5月に円満退所となった。

## 人物
移動式クレーン玉掛け、大型特殊自動車1種、普通自動車2種運行管理者、保育士の資格及び免許を持っている。
趣味は山手線の沿線一周ジョギング（累計500周以上）、書道、ラジオ（ラジオ英会話と実践ビジネス英語）、料理。特技は中国語、山手線の駅の周辺及び沿線について詳しいこと、ものまね（『スター・ウォーズ』のダース・ベイダーとチューバッカ、『トム・ソーヤーの冒険』『銀河鉄道999』など）、童謡を100曲以上歌えること。
芸名の由来は子供の頃、近所の至る所に月極駐車場を見かけて「月極」という字が読めず「月極さんは大地主なのかな…」などと考えており、20歳を過ぎてようやく意味と読み方を理解した時は「『月』を『極』めるってかっこいい」と勘違いしてしまった。当初はある駐車場に「月極、現金払い」と書いてあったことから「月極現」としていたが、周囲からの反応がイマイチだったため「太」をつけて「月極現太」に改めた。そして、ネタの尺を3分に収めようと練習していたが10回やっても3分をオーバーし、「ウルトラマンは3分しか活動できないから自分のネタを最後まで見られない」と思い「2分59秒のウルトラマン」も芸名にしようと考えたがウルトラマンではない自覚はあったので「〜2分59秒の人〜」とした。その代わりとしてつけた記号の「〜」は、ウルトラマンが空を飛んでいる様子を表している。芸名をどちらにしようかと迷った結果、両方つけることに至った。
他の芸名候補には「タイのおかしら」もあったが、あまりタイを食べたことがなかったため取り下げた。

## 出演
- 全力!脱力タイムズ（フジテレビ）[6]